# Монастырь Святого Акопа (Ачн)
Монастырь Святого Акопа  (арм. Սուրբ Հակոբ վանք (Հաճն); Сурб Акоп) — армянский монастырь, основанный в 1004 году, располагающийся в историческом городе Ачн (современный Саимбейли) провинции Адана Турции. В настоящее время сохранились руины монастыря.  

## История
Согласно источникам, монастырь был построен епископом Хачатуром в 1004 году. В 1900 году во время реставрации монастыря надпись, найденная на одном из столбов его купола, подтвердила дату основания. Монастырь был центром науки и образования. В старину, когда в городе не было школ, монастырь был единственным учебным заведением. За свою многовековую историю монастырь подготовил многих священнослужителей, в том числе католикосов, епископов и священников. Сохранились до настоящего времени рукописные записи монахов монастыря. После реставрации в 1900 года рядом с монастырем было построено большое здание, которое служило школой и приютом.  

## Устройство монастыря
Монастырь имеет прямоугольную форму, построен из гладкого камня на известковом растворе. На западном и северном фасадах сохранились полуразрушенные стены высотой 1,5—2 метра. Восточный фасад сохранил свой первоначальный вид. 

## Галерея

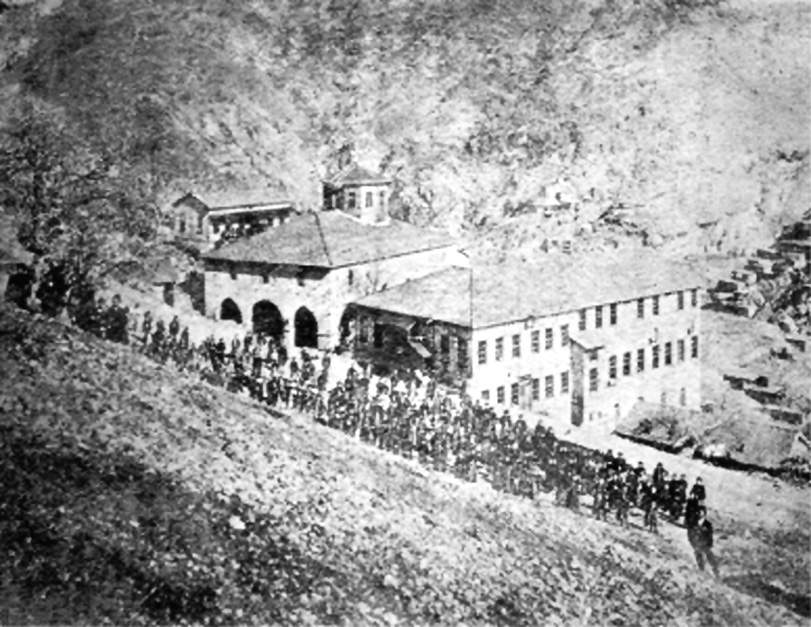
Фотография монастыря и пристроенной школы-интерната в 1910 г.